# Berestejśka
Berestejśka (ukr. Берестейська) – jedna ze stacji kijowskiego metra na linii Swjatoszynśko-Browarśkiej. Została otwarta 5 listopada 1971 roku.
Stacja znajduje się pod skrzyżowaniem pomiędzy Prospektem Pieriemohy (Aleja Zwycięstwa) i ulicą Mykołaja Wasilenki/Wasilija Degtjarjowa, posiadając tylko jeden przedsionek, który jest powiązany z metrem, umożliwiając dostęp z obu stron skrzyżowania. Stacji, wraz z dwoma innymi sąsiednimi na tej samej linii, była pierwszą w Kijowie budowana metodą odkrywkową.